# ヒュンダイ・TB

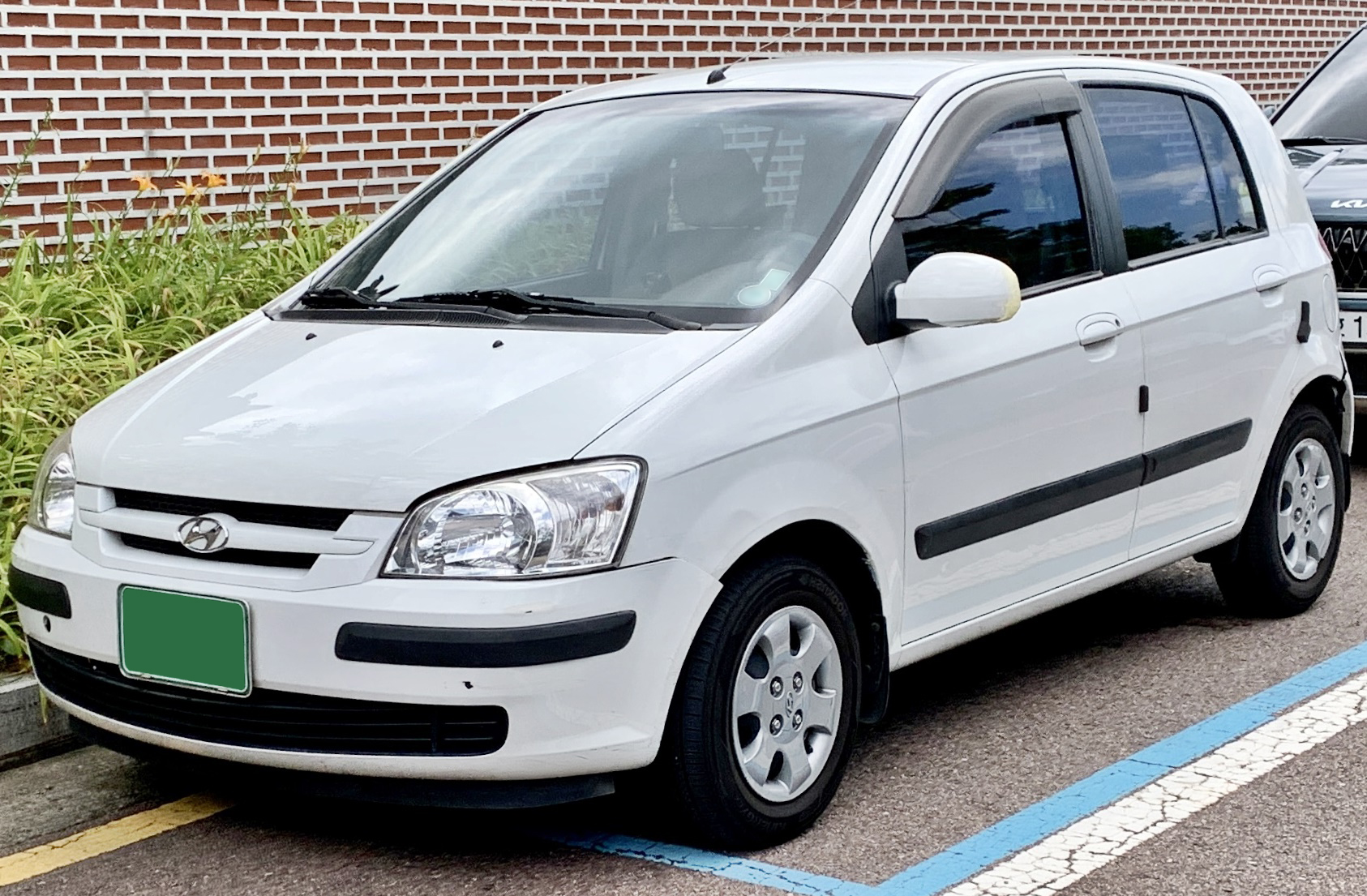
ゲッツ（前期） フロント

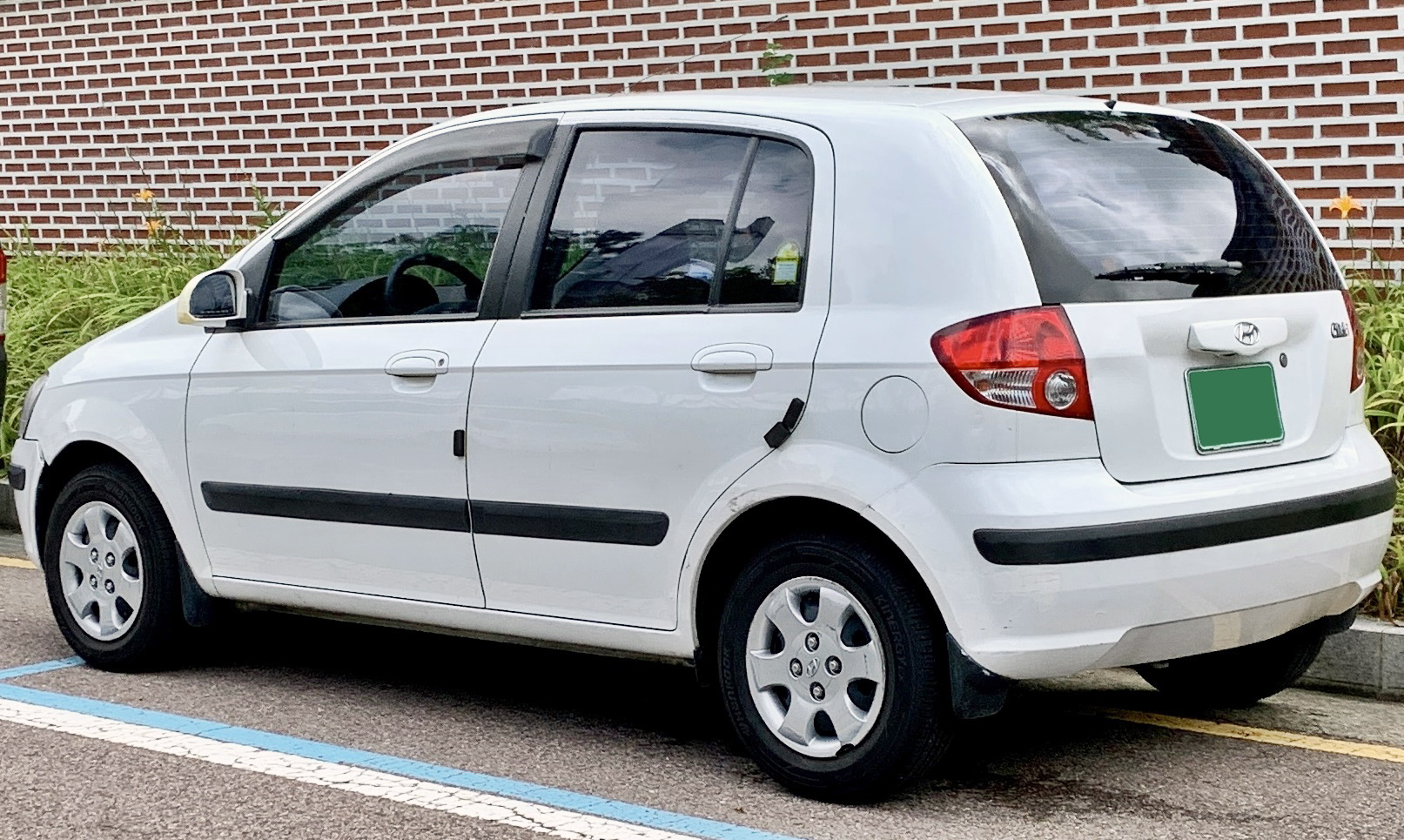
ゲッツ（前期） リア

TBは、韓国の現代自動車が2002年から生産・販売するサブコンパクトカー。日本市場では下記の事情で当初の開発コード名のTB（Think Basicに由来する）がそのまま車名として使用されている、世界戦略車として位置づけられているモデルである。
派生車種として、クロスオーバー版のGetz Crossなどがある。
試作車には、オールアルミ車体によるもの、アクセントに続くハイブリッド仕様などがある。

## 日本での販売
2002年10月、車両本体価格90万円弱（税抜）という低価格路線で日本市場に乗り出したものの、スズキ・スイフトなど低価格な小型車や軽自動車という強力なライバルの存在があり、スタイルの地味さ等、商品訴求力が弱いTBは販売面で苦戦を強いられた。反面、欧州で設計開発された仕様そのままの走りは、特に高速域において日本車では味わえない安定の良さを感じさせ、プアマンズ・ユーロコンパクトとして一部に熱狂的なファンが存在する（実際、2代目アクセントを酷評したBBCの『トップ・ギア』においても｢（価格面で厳しくなってしまっているが、モノ自体は）悪くない｣と言われるほどである）。
2002年から1,300ccSOHC12バルブのガソリンエンジンモデルの5ドア・右ハンドル・AT仕様が日本へ輸入された。導入されたモデルは日本の道路事情に合わない非常に高速寄りのギヤレシオ（100km/h時にエンジン回転数が約2,300rpm）が採用されており、この高すぎるギヤ比が災いし市街地では力不足が感じられたうえ、燃費向上に有利となるトルクコンバーターのロックアップが80km/h以上にならないと作動しないため市街地での燃費も伸び悩んだ。この欠点はフロントグリルがメッキ仕様になったマイナーチェンジ後のモデルで、ギヤ比が多少低めに変更されモード燃費も改善された。その後2005年10月にマイナーチェンジされ、ヘッドライト、テールライトの意匠変更をはじめ、エンジンが1,400ccDOHC16バルブに変更になったと同時に、さらにギヤ比が中低速よりになり排気量の拡大もあって市街地での俊敏な走りを実現したがモード燃費は悪化した。TB試乗一例(Goo-net)　足回り等のセッティングはヨーロッパ仕様と同一、
スピードメーターも220km/hレンジである。また、ウインカーレバーは日本車と同様にハンドルの右側に装備されている。平成17年排ガス基準75%低減レベルの「★★★★」認定を受けている。
自動車衝突安全テスト
| 機関      | 試験年 | 評価                                                         | 備考                                        |
| --------- | ------ | ------------------------------------------------------------ | ------------------------------------------- |
| EURO NCAP | 2004   | Adult Occupant ★★★★☆ Child Occupant★★★★☆ Pedestrian★☆☆☆ 出典 | Getz フェイスリフト前 1.3L 左ハンドル 5ドア |

沖縄では一時期レンタカーに使われていた。公表はされていないが、レンタカーなどに使用される最小装備グレード(GL)以外は盗難警報システムが標準装備されている。また、ライトの消し忘れによるバッテリーあがりを防止するために、エンジンを停止させた後運転席ドアを開けると自動的にヘッドライトおよびテールランプが消灯するシステム（バッテリーセーバー）が全車に標準装備となっている。なお仕向地によって1,600ccエンジンや3ドア車もラインナップされ、装備もサンルーフ、リアフォグランプ、ステアリングオーディオコントロール、MT仕様などがある。
2006年夏には現代自動車がオフィシャルパートナーをつとめたFIFAワールドカップドイツ大会の限定車が発売された。
2008年に後継車種であるi20が登場したが、その後も継続して生産・販売された。
2009年11月にヒュンダイが日本市場での乗用車販売から全面撤退したため、販売終了となった。
| ゲッツ（後期） フロント/リア |  | ゲッツ（後期） フロント/リア |
| ゲッツ（後期） フロント/リア |  |                              |

## 日本国外での名称
日本市場では開発コード名のTBがそのまま車名として使用されているが、韓国本国ではクリック（Click）、それ以外の多くの地域ではゲッツ（Getz）を名乗る。また、南米ではクライスラーへOEM供給され、ダッジ・ブリザ（Dodge Brisa）として販売されている。
日本においての名称がTBになった理由として、Clickは先に他社が商標登録していたため登録できず、Getzは商標登録済みであるが、名前がトヨタ・ヴィッツに似てしまうことが背景にあるとされている。